# Gendarme alumno

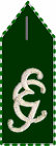
Distintivo de rango.

Gendarme alumno (denominación "Alumnos" o "Becarios") es aquel Suboficial de Gendarmería de Chile que se encuentra en un periodo de formación en lo que se refiere a lo penitenciario. Una vez que completan su período de formación son los encargados de las labores de vigilancia en las unidades penales y resguardan la integridad de las autoridades judiciales, egresan de la Escuela de Suboficiales de Gendarmería de Chile con el rango de Gendarme
- Datos: Q5876798